# Alter (Tenedle)
Alter è il terzo album in studio del musicista italiano Tenedle, pubblicato nel 2007.

## Descrizione
Il disco è stato pubblicato da UDU Records-Audioglobe.

## Tracce
1. Plenilunio
2. Notte fonda
3. Il dissendo del ritmo
4. Le mosche sul dolce
5. La terra è il mio pianetA
6. Rave
7. 88 ore
8. Domino
9. Insensibile
10. Lunga notte
11. Il transito ostile della luna
12. Musica idiota
13. L'ora di ricreazione
14. Sogni profondi
15. Fintorgasmo
16. Medium
17. l'unica stella
18. Ascensore per lunatici
19. Vita sotterranea
20. Munusculum
21. Katasterismo